# Bengkalis (île)
Pour les articles homonymes, voir Bengkalis.
L'île de Bengkalis est située dans le détroit de Malacca, au large de la côte est de l'île indonésienne de Sumatra, à environ 200 km à l'ouest de Singapour. Elle s'étire sur 68 km selon une direction nord-ouest-sud-est et a une largeur de 19 km selon un axe est-ouest. Elle a une élévation qui va de 100 m à 200 m.

## Découpage administratif
Administrativement, l'île fait partie du kabupaten du même nom dans la province de Riau.

## Géographie
L'île est séparée de Sumatra par les détroits Bengkalis et Padang. Elle est de formation corallienne, plate et marécageuse. Elle subit de fortes précipitations.
Sur la côte est se trouve la plage de Selat Baru, longue de 4 km long, bordée de villages traditionnels. Près de la plage, il y a un ruisseau que les habitants appellent "sungai Liong", et dans lequel on élève quelque 3 000 poissons de l'espèce "kakap putih". 